# Astragalus palmeri
Astragalus palmeri är en ärtväxtart som beskrevs av Asa Gray. Astragalus palmeri ingår i släktet vedlar, och familjen ärtväxter. Inga underarter finns listade i Catalogue of Life.